# Aaron Provincial Park
Aaron Provincial Park är en park i Kanada.   Den ligger i provinsen Ontario, i den sydöstra delen av landet, 1 400 km väster om huvudstaden Ottawa. Aaron Provincial Park ligger 385 meter över havet. Den ligger vid sjöarna  Thunder Lake och Wabigoon Lake.
Terrängen runt Aaron Provincial Park är platt. Närmaste större samhälle är Dryden, 7,1 km väster om Aaron Provincial Park. 
Runt Aaron Provincial Park är det mycket glesbefolkat, med 2 invånare per kvadratkilometer.